# The Exile (film, 1931)
The Exile est un film américain pré-Code réalisé par Oscar Micheaux, sorti en 1931.
C'est le premier film parlant afro-américain. Il comporte des éléments auto-biographiques.

## Synopsis
À Chicago, Edith Duval est devenue connue dans la communauté afro-américaine, principalement parce qu'elle est entrée en possession d'un manoir du sud de Chicago où elle était autrefois domestique ; la famille blanche qui possédait le manoir l'a abandonné lorsque les noirs ont commencé à s'installer dans le quartier. Elle est amoureuse de Jean Baptiste, mais elle rejette son idéalisme et il est en désaccord avec son cynisme. Edith veut transformer le manoir en bar clandestin et en boîte de nuit.
Baptiste achète un terrain dans le Dakota du Sud et devient un éleveur prospère. Cinq ans après son arrivée là-bas, il tombe amoureux de la jeune Agnes Stewart. Il considère la situation comme sans issue car Agnes est blanche et bien qu'elle l'accepte, il a l'impression qu'ils ne travailleront pas ensemble en tant que couple. Après avoir quitté la région, le père d'Agnes lui révèle que sa défunte mère, qui est décédée, était d'origine éthiopienne et donc qu'Agnes est en partie noire.

## Fiche technique
- Réalisation : Oscar Micheaux
- Scénario : Oscar Micheaux d'après son propre roman The Conquest (1913)
- Production : Frank Schiffman, Oscar Micheaux
- Photographie : Lester Lang, Walter Strenge
- Musique : Donald Heywood
- Chorégraphe : Leonard Harper
- Durée : 93 minutes
- Date de sortie : 16 mai 1931

 Sauf indication contraire, les informations mentionnées dans cette section peuvent être confirmées par la base de données cinématographiques IMDb,  présente dans la section « Liens externes ».

## Distribution
- Eunice Brooks : Edith Duval
- Stanley Morrell : Jean Baptiste
- Celeste Cole : Singer
- Nora Newsome : Agnes Stewart
- Carl Mahon : Jango
- Kathleen Noisette : Madge
- Charles R. Moore : Jack Stewart
- George Randol : Bill Prescott
- A.B. DeComathiere : An Outlaw
- Lou Vernon : District Attorney
- Louise Cook : Dancer
- Roland Holder : Tap Dancer
- Donald Heywood : Bandleader

## Production
Le film a été tourné aux studios de Fort Lee au New Jersey et à New York.